# Kirche am Markt
Kirche am Markt és l'església de la parròquia evangèlica-luterana del barri de Niendorf, actualment a l'estat d'Hamburg. L'edifici vuitavat en estil barroc data del 1769. Es considera l'edifici barroc més significatiu de la ciutat, després de Sant Miquel

## Història
Al segle xvii, Niendorf era un territori danès al comtat de Pinneberg dins del ducat Slesvig-Holstein, però per l'administració religiosa el poble depenia de la parròquia d'Eppendorf al territori de la ciutat estat d'Hamburg. Fins aleshores mai no havia tingut cap església pròpia.
Al tractat de Gottorp (1768-69) Cristià VII de Dinamarca va negociar que els pobles holsteinencs es dissociaven de l'església d'Eppendorf. Cristià VII immediatament va encarregar l'arquitecte Heinrich Schmidt del disseny d'una nova església per construir al punt culminant del poble de Niendorf. El monograma del rei C7 es troba damunt la porta ponent i a la balustrada del cor alt. Al mateix moment va construir-se la primera escola, que durant un bombardeig el 1943 va ser devastat, com tot el nucli antic del poble. Al mateix moment el rei hi va fer construir un pont al Tarpenbek per permetre als seus subdits de Hummelsbüttel que no tenien església, de venir als oficis a Niendorf.

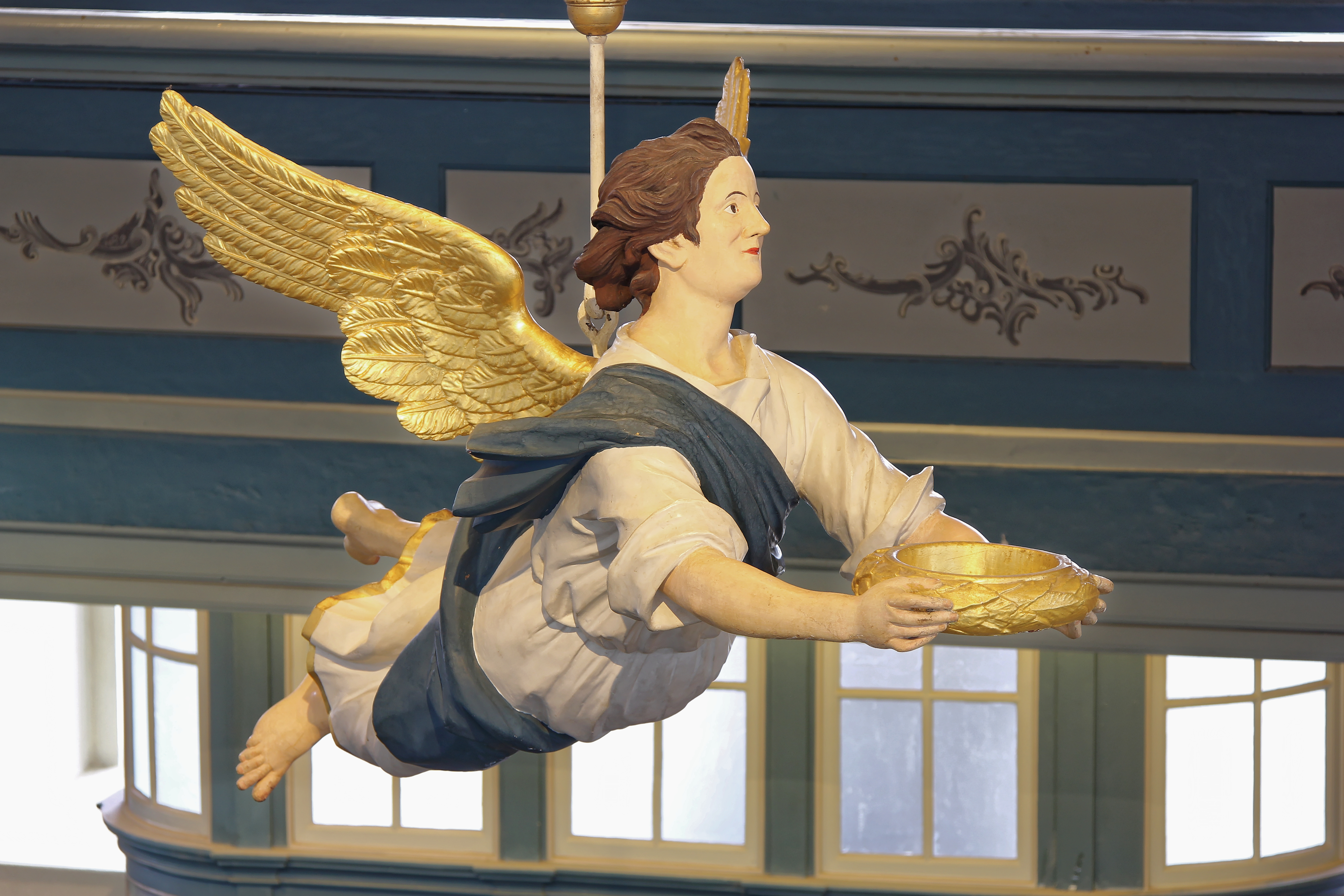
Àngel baptismal

L'arquitecte va inspirar-se en les esglésies vuitavades que el seu col·lega Cai Dose va construir a Hörnerkirchen (1749-52 i a Rellingen (1754-56). Entre 1977 i 1986 va ser renovada de dalt a baix. Com que tot els arxius i els plans originals van destruir-se el 1943 durant l'Operació Gomorra de la Segona Guerra Mundial, per manca de documents, va fer menester tècniques arqueòlogiques per trobar com era. El colors originals de la pintura van trobar-se en treure amb cura totes les capes que van afegir-se al llarg dels anys.

## Decoració
L'àngel baptismalCom que la forma octagonal de l'edifici no oferia cap espai per a una pica baptismal tradicional es va optar per un àngel baptismal: una escultura suspesa amb una corda que per les cerimònies està baixada. Al seu braços té una corona de llorer al qual s'adapta una plàtera que rep l'aigua necessari per al ritual.
L'orgueLa caixa de l'orgue va ser construït per Johann Daniel Busch el 1770. El 1995 va rebre un orgue nou dels tallers Karl Schuke de Berlín. Té 29 registres compartits sobre dos manuals i un pedal.
L'ull de déusA la clau de la cúpula es troba, un baix relleu en estuc amb l'ull de déus que veu tot
Moisès i JoanA ambdós costats de l'altar i de púlpit es troben les estàtues policromes de Joan Evangelista amb el calze i el llibre i de Moisès amb la taula dels deu manaments.

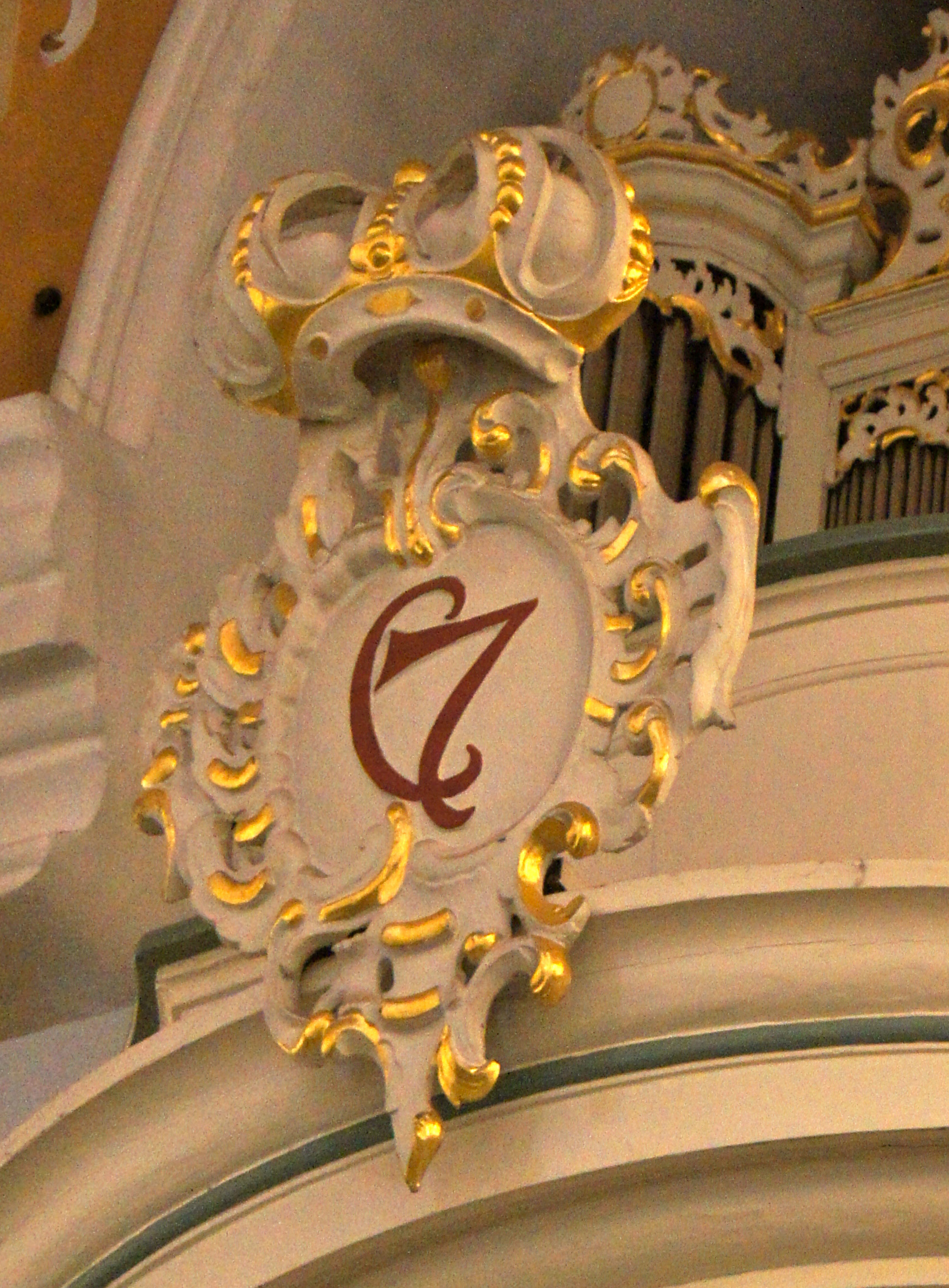
Monograma de Cristià VII al cor alt
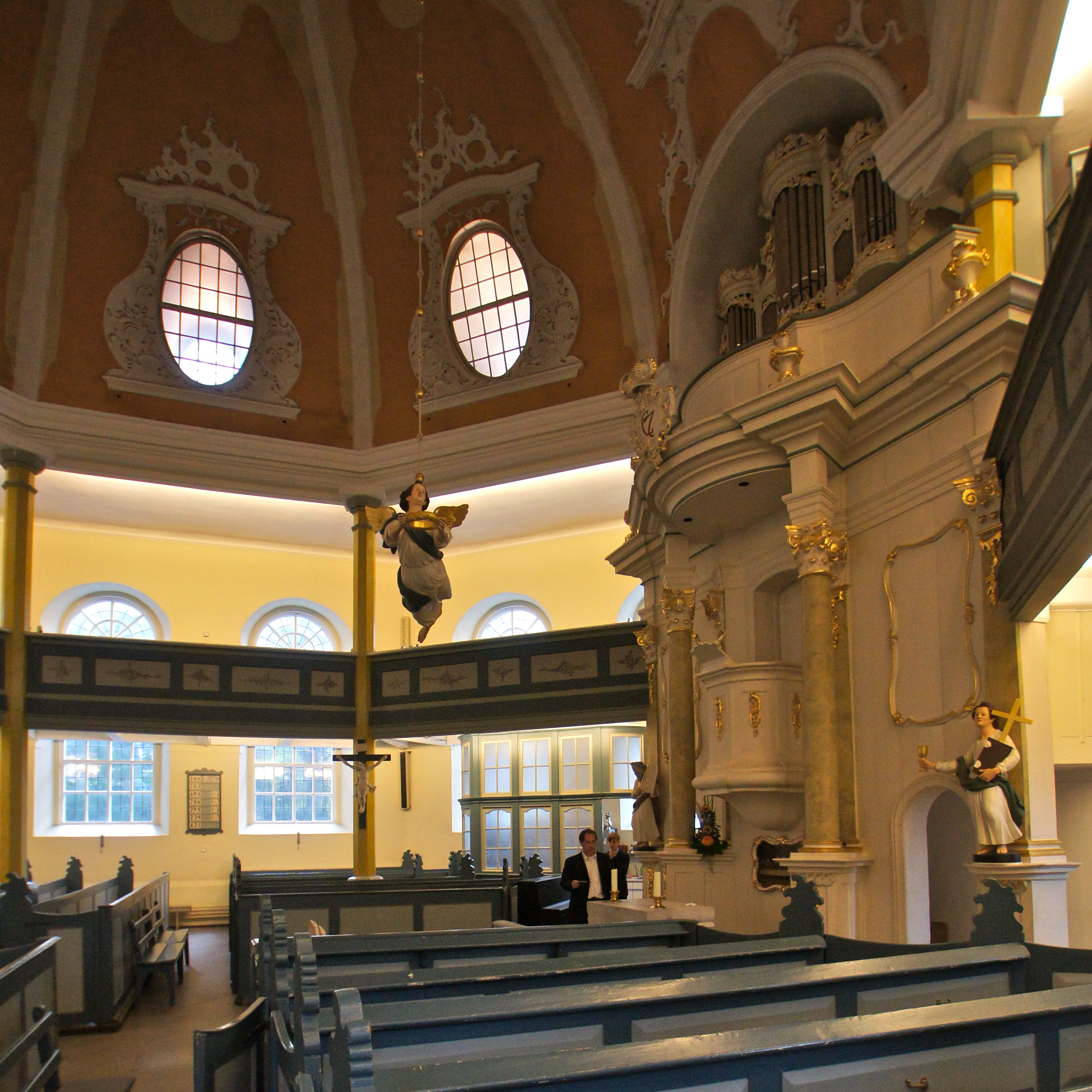
L'àngel baptismal
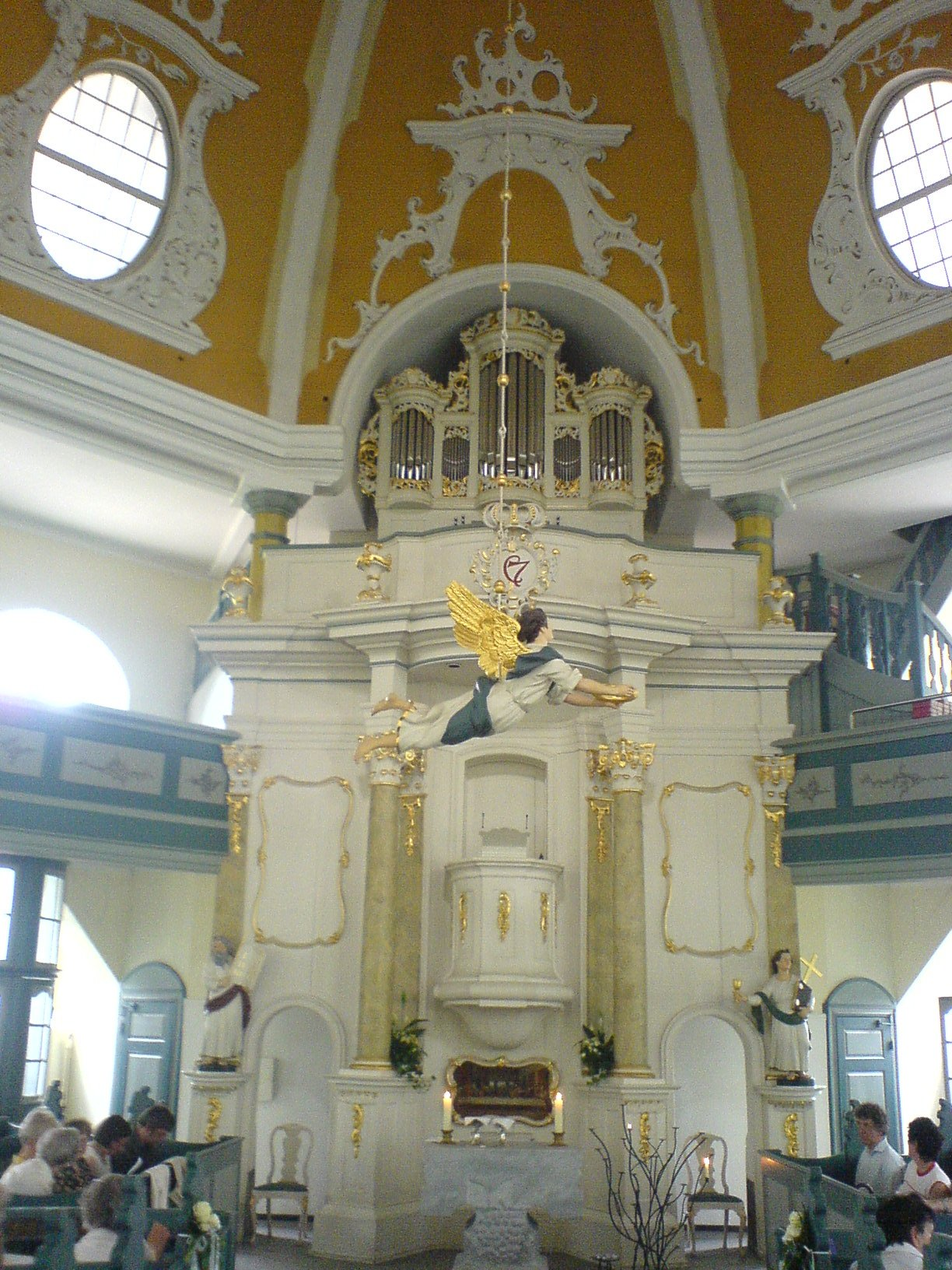
L'orgue damunt l'altar i el púlpit
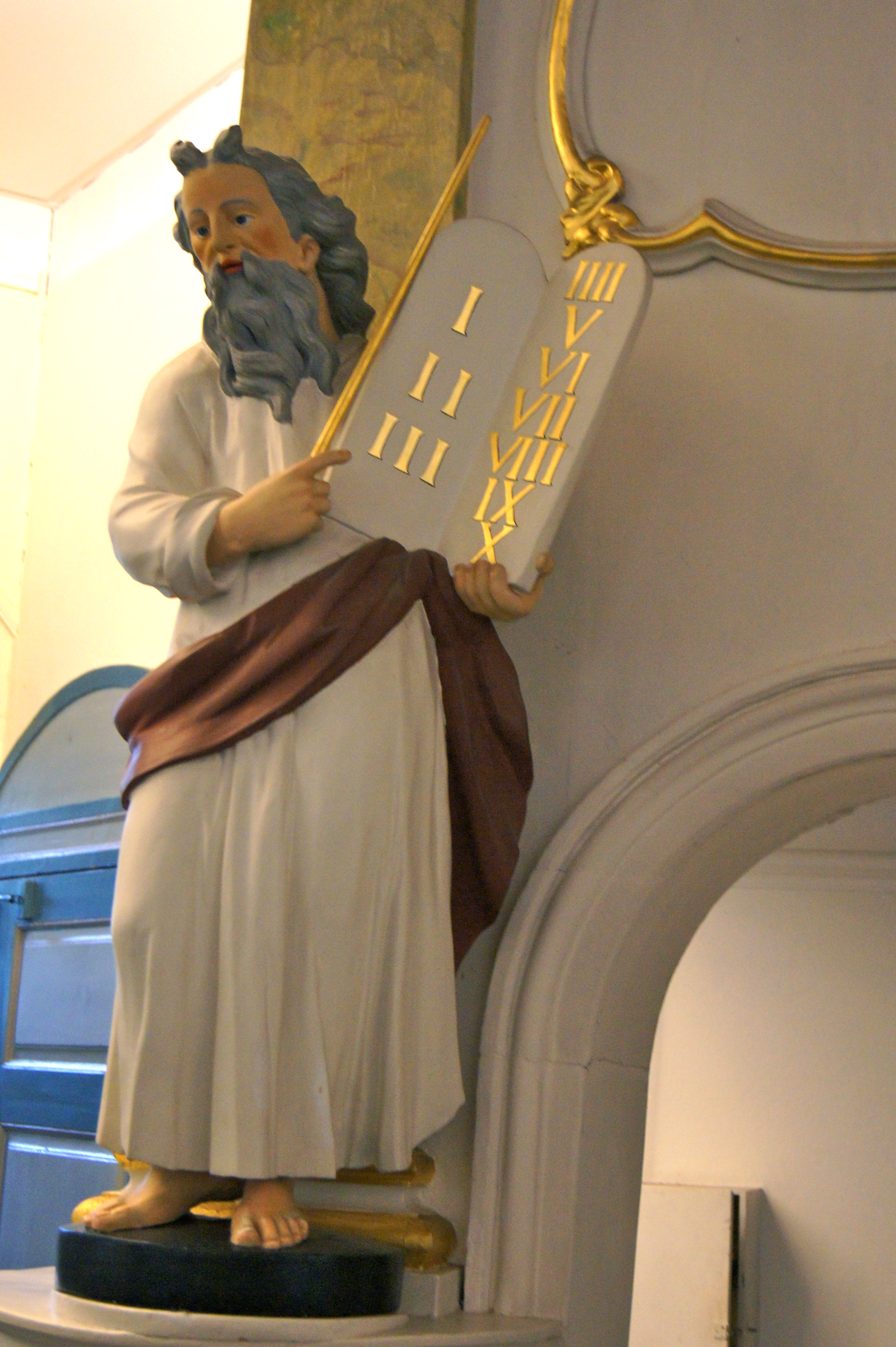
Moisès
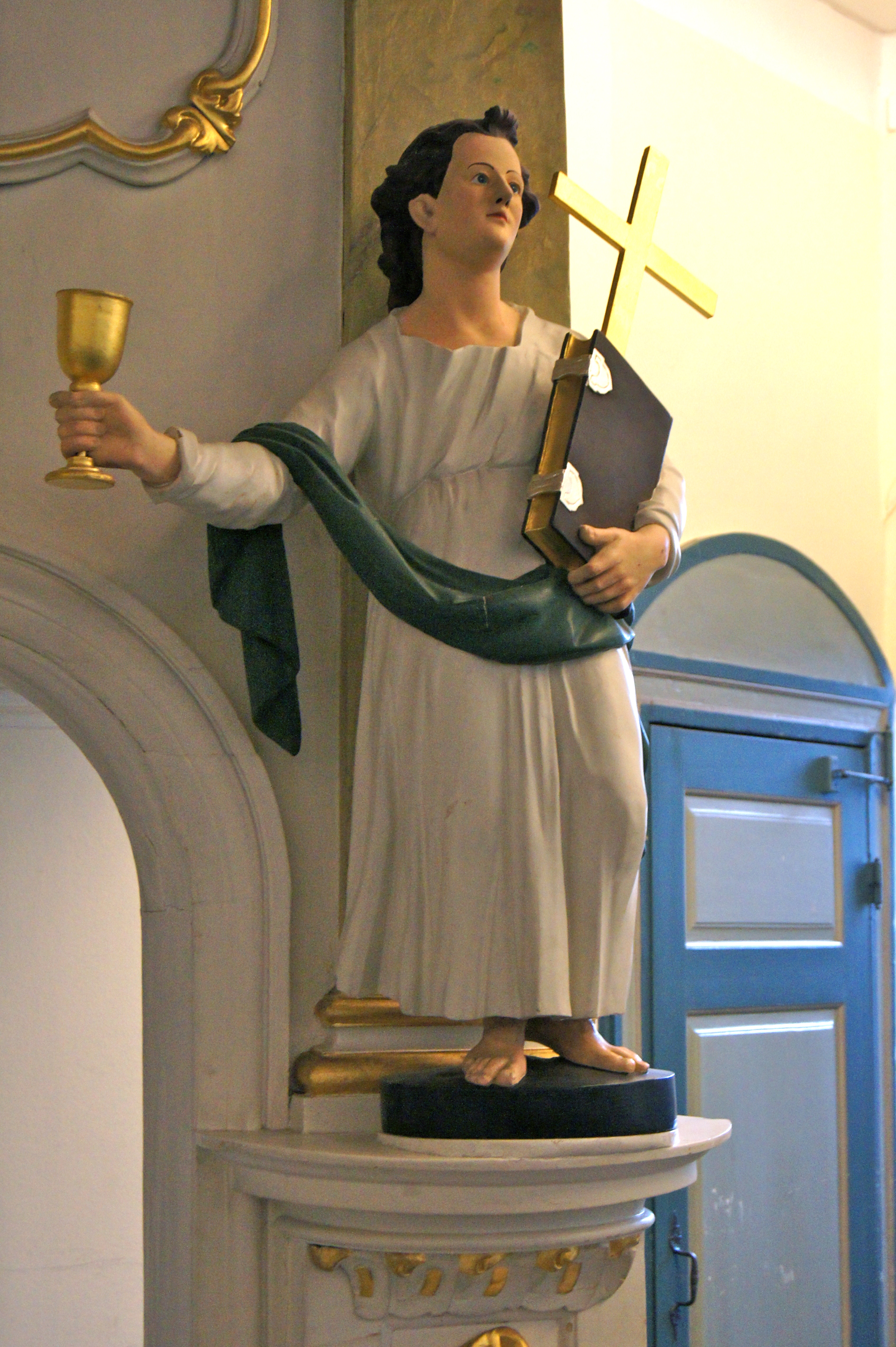
Joan Evangelista